# Sección Femenina

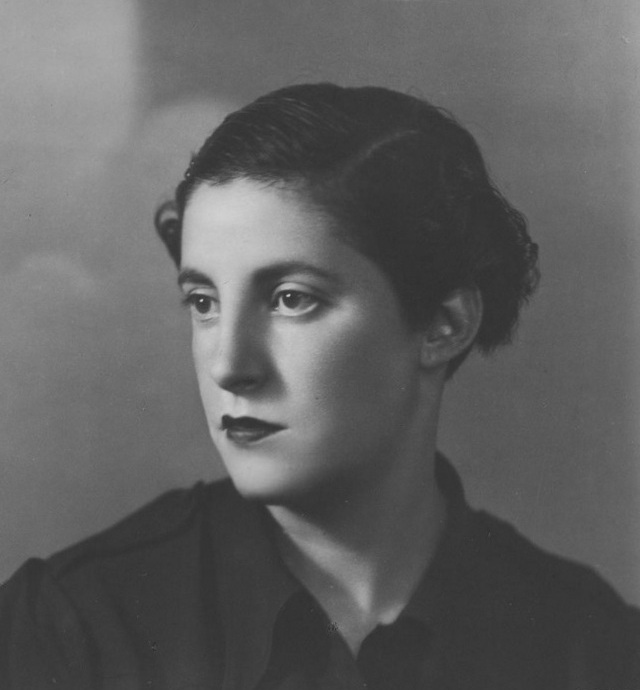
Pilar Primo de Rivera.

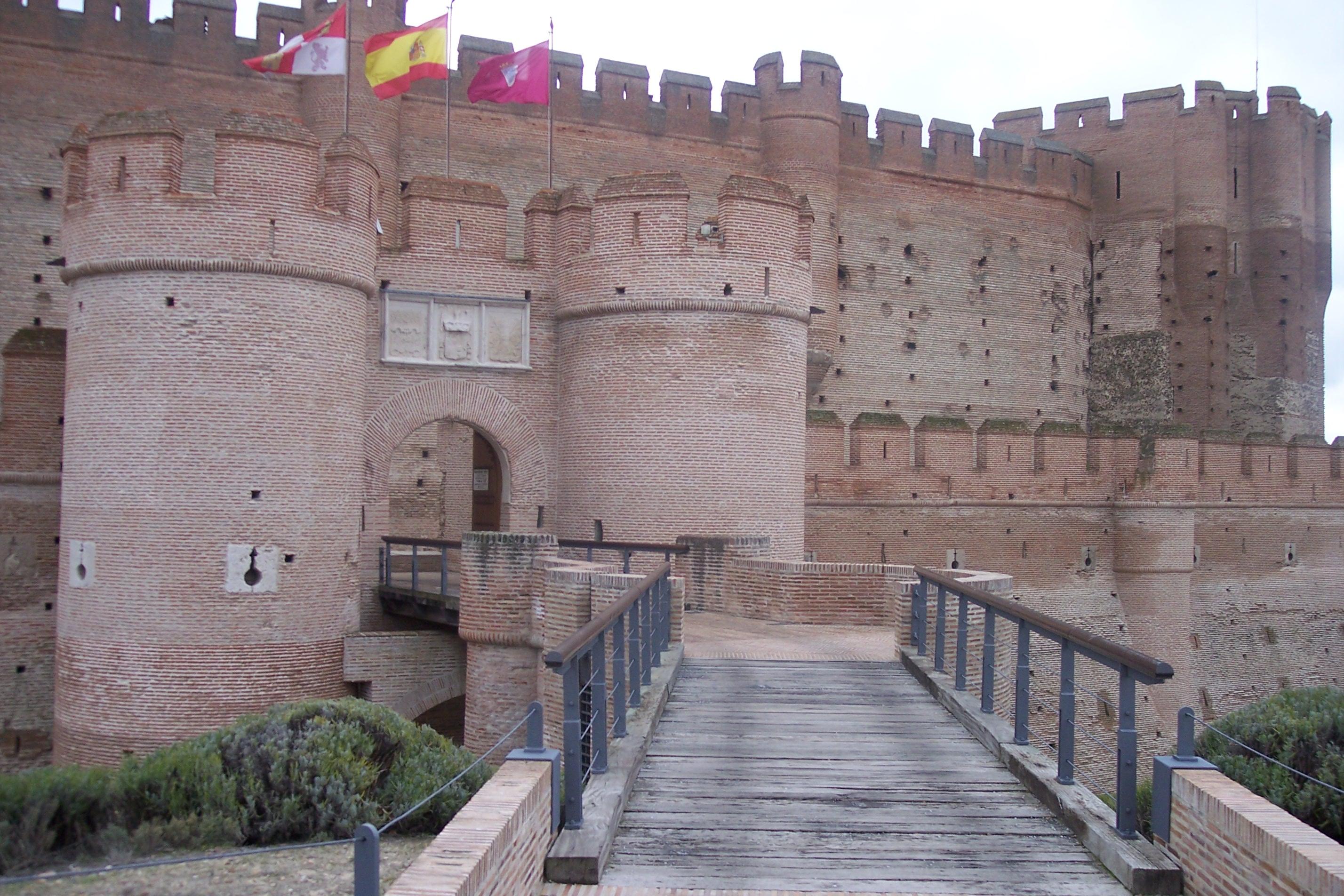
Castillo de la Mota, amb l'escut d'armes dels Reis Catòlics en pedra grisa sobre l'entrada.

La Sección Femenina (en català, Secció Femenina) va ser una institució creada l'any 1934 per les dones pertanyents a la Falange Espanyola i que va tenir vigència durant part de la Segona República Espanyola, la Guerra Civil Espanyola i fins pràcticament el final del franquisme. La Sección Femenina compartia els mateixos valors, pensament i estètica que la Falange Espanyola, i de fet va ser dirigida, des de la seva constitució, per Pilar Primo de Rivera, germana del fundador de la Falange, José Antonio Primo de Rivera.

## Context històric
En el primer terç del segle xx van anar sorgint per tot Europa una sèrie de moviments coneguts com a “feixistes”. A Espanya, el partit de tall feixista que va néixer va ser Falange Espanyola fundat per José Antonio Primo de Rivera, i d'aquí va sorgir la Secció Femenina de Falange presidida per Pilar Primo de Rivera.

## El naixement de la secció
Espanya en 1930 es trobava en un moment complex (crisi econòmica, identitats ideològiques cada vegada més oposades, etc.) mentre se sortia de la dictadura de Miguel Primo de Rivera per a entrar en la II República. Va ser en aquest context quan el 29 d'octubre de 1933 José Antonio Primo de Rivera va pronunciar el discurs fundacional de Falange Espanyola en el Teatre de la Comèdia de Madrid. Allà estava la seva germana Pilar amb altres quatre amigues que es convertirien en el nucli fundacional de la Secció Femenina. El moviment falangista no permetia a les dones formar part d'aquest, per la qual cosa José Antonio va permetre que es creés la Secció Femenina de Falange en 1934, de la qual Pilar va ser la seva principal dirigent fins a la dissolució de la mateixa en 1977.
L'objectiu principal de la Secció Femenina era el foment de l'esperit nacional i els principis falangistes com l'estat nacional-sindicalista en les espanyoles. Algunes de les funcions que se'ls van atorgar van ser encarregar-se de la propaganda a través de diversos mitjans escrits com a fullets o confeccionar els brodats, els braçalets, les banderes i símbols diversos de Falange.
Francisco Franco els va entregar el Castillo de la Mota, a Medina del Campo (Valladolid), que es va convertir en el centre creador i propulsor de la Secció Femenina. Els símbols i models femenins de la Secció eren la reina catòlica Isabel I de Castella i la monja catòlica castellana Teresa de Jesús.

## La secció durant la dictadura
El començament de la Guerra Civil Espanyola va fer que a poc a poc més dones s'anessin unint a la causa, ajudant entre altres tasques en l'Auxili Social, als hospitals, etc. La Guerra Civil a Espanya va finalitzar en 1939 amb la victòria del bàndol revoltat, començant llavors la dictadura que durant 40 anys va imposar el general Francisco Franco.
En un primer moment el règim franquista va realitzar un acostament amb els feixismes europeus, però la fi de la II Guerra Mundial i la victòria aliada els van portar a allunyar-se dels postulats del nacional-sindicalisme i acostar-se als del nacional-catolicisme. En aquest sentit, la Secció Femenina dins de Falange era la que més relació va tenir amb el catolicisme, la qual cosa s'havia vist reforçat quan el falangisme es va unir als Tradicionalistes. La Secció Femenina no sols formava en el catolicisme a les seves afiliades, sinó que també comptava amb diferents assessors religiosos i capelles a les escoles de comandaments.
La instauració de la dictadura franquista va destruir tots els assoliments i conquestes que havia aconseguit la Segona República en matèria de gènere. Des del mateix moment de l'alçament en els territoris que les tropes rebels anaven conquistant es va elaborar una política de gènere, una nova legislació que res tenia a veure amb l'aconseguit durant la Segona República. La situació econòmica creada després de la guerra, i el pes de l'Església Catòlica van donar pas a una política que va definir el paper que la dona dins de la societat. Així, el Franquisme frenava les conquestes femenines del període d'entreguerres argüint un discurs antifeminista, en el qual, la dona es percebia com un ser inferior a l'home, tant espiritual com intel·lectualment, pretext que utilitzaven per a relegar a la dona a les tasques de la llar. D'aquí, l'exalçament de la figura de la dona com a mare i esposa. La nova política de gènere es va caracteritzar per un fort intervencionisme estatal dins de la vida privada. No és d'estranyar que per això tant l'Estat, com la Falange i l'Església, s'adjudiquessin el dret a controlar tant en el públic com en el privat unes formes de masculinitat i feminitat que van suposar la radicalització del model domèstic.

## La fi de la secció
Malgrat la desaparició del dictador, la Secció Femenina va continuar operant amb normalitat sota el govern d'Arias Navarro primer i Adolfo Suárez després, fent que en el marc de la transició política la Secció Femenina presentés la seva última reforma legislativa. Això ocorre en 1976, on s'aprova la Llei de Relacions Laborals, en la qual s'eliminen (sobre el paper) les últimes discriminacions legals per a la dona en el món laboral, es crea el fons de garantia salarial i s'amplia la llicència per part.

## La visió falangista de la dona
La visió falangista de la dona era la més tradicional. És a dir, per a ells la dona es trobava supeditada a l'home i com a conseqüència de les seves diferències l'àmbit propi del femení quedava reduït al privat, al domèstic, en les seves funcions de mare i esposa. Així, l'ideal de dona falangista era una dona femenina, abnegada, lliurada a les tasques pròpies del seu sexe, submisa, austera, bolcada en els altres, invisible, subordinada i complementària a l'home. Aquest ideal es va plasmar el 28 d'abril de 1935 quan José Antonio, després d'un míting, els va dirigir unes paraules que serien la base de l'ideari de dona que impulsaria la formació. Van crear una guia que resumia els seus valors amb idees com «2. Que la teva vida sigui d'abnegació i sacrifici; 5. No traïcions la teva magnífica destinació de dona, lliurant-te a funcions varonilss; 17. Cuida la teva ànima i el teu cos per Déu i la Falange.
Durant la República i la guerra civil, s'encarregaven d'assistir a la militància falangista, als empresonats del partit o a les famílies dels morts per la causa. Després de la guerra es van centrar en la instrucció de joves dones perquè fossin bones patriotes, bones catòliques i bones esposes, relegant en general el seu paper com a dones independents a una subordinació total de l'home. Tanmateix, algunes poques dones de la Secció Femenina es van rebel·lar contra aquest masclisme del règim i van lluitar per alguns drets de les dones, com és el cas, per exemple, de Mercedes Fórmica Corsi, encara que la seva tasca s'hagi silenciat sovint primer pel fet de ser dones i després per ser feixistes.